# Rhaphidophora philippinensis
Rhaphidophora philippinensis är en kallaväxtart som beskrevs av Adolf Engler och Kurt Krause. Rhaphidophora philippinensis ingår i släktet Rhaphidophora och familjen kallaväxter. Inga underarter finns listade.